# William Graves
William Thomas Graves (ur. 15 maja 1988 w Greensboro) – amerykański koszykarz występujący na pozycjach niskiego lub silnego skrzydłowego, obecnie zawodnik Cytavisionu Apoel Nikozja.
W 2006 został wybrany najlepszym zawodnikiem szkół średnich stanu Karolina Północna (North Carolina Mr. Basketball, North Carolina Gatorade Player of the Year). Wystąpił też w meczu gwiazd Wschód-Zachód (N.C. East-West All-Star Game) oraz Carolina All-Stars Classic, podczas tego pierwszego uzyskał tytuł MVP. Otrzymał również tytuł Most Outstanding Player (MOP=MVP) spotkania o mistrzostwo stanu.
W grudniu 2013 został aresztowany za posiadanie marihuany oraz sprzętu do zażywania narkotyków.
24 października 2019 został zawodnikiem PGE Spójni Stargard. 29 października opuścił klub z powodu nadwagi bez rozegrania ani jednego oficjalnego spotkania. 18 grudnia został zawodnikiem cypryjskiego Cytavisionu Apoel Nikozja.

## Osiągnięcia
Stan na 18 grudnia 2019, na podstawie, o ile nie zaznaczono inaczej.
NCAA
- Mistrz NCAA (2009)
- Uczestnik rozgrywek NCAA Final Four (2008, 2009)
- Mistrz:
  - turnieju konferencji Atlantic Coast (ACC – 2008)
  - sezonu regularnego konferencji ACC (2008, 2009)

Drużynowe
- Mistrz Wenezueli (2012)
- Wicemistrz Izraela (2017)
- Zdobywca Pucharu Portugalii (2019)

Indywidualne
- Uczestnik meczu gwiazd ligi izraelskiej (2016)